# Muzeum královny Sofie
Muzeum Královny Sofie (španělsky Museo Reina Sofía) je španělské národní muzeum umění 20. století. Oficiálně bylo otevřeno 10. září 1992 a je pojmenováno po královně Sofii. Nachází se v Madridu, poblíž železniční stanice Atocha a patří k tzv. Zlatému trojúhelníku umění (společně s Museo del Prado a Museo Thyssen-Bornemisza).
Muzeum se věnuje především španělskému umění. Hlavní atrakcí muzea je kolekce děl dvou největších španělských malířů 20. století, Pabla Picassa a Salvadora Dalího. Bezpochyby nejznámějším exponátem muzea je Picassova malba Guernica. Kolekce muzea Reina Sofía zahrnují díla takových umělců, jako byly Juan Gris, Joan Miró, Julio González, Eduardo Chillida, Antoni Tàpies, Pablo Gargallo, Pablo Serrano, Lucio Muñoz, Luis Gordillo, Jorge Oteiza nebo José Gutiérrez Solana.
V kolekcích se nachází jen málo děl zahraničních umělců, přesto jsou zde zahrnuti autoři jako Pierre Bonnard, Vasilij Kandinskij, Robert Delaunay, Fernand Léger, Yves Tanguy, Man Ray, René Magritte, Max Ernst, Paul Klee, Jacques Lipchitz, Henry Moore, Alexander Calder, Diego Rivera, Lucio Fontana, Mark Rothko, Yves Klein, Richard Serra, Bruce Nauman, Donald Judd, Damien Hirst, Julian Schnabel, Joseph Beuys, Nam June Paik, Wolf Vostell, Gabriel Orozco, Clyfford Still, Cindy Sherman, kubistická zátiší Georgese Braquea a mnoho děl Francise Bacona.
Společně s rozsáhlou kolekcí nabízí muzeum i řadu krátkodobých národních či mezinárodních výstav, což z něj činí jedno z největších muzeí moderního a současného umění na celém světě.
Muzeum také zřizuje volně přístupnou knihovnu zaměřenou na umění, v které se nachází více než 100 000 knih, 3 500 zvukových nahrávek a téměř 1 000 videí.

## Galerie

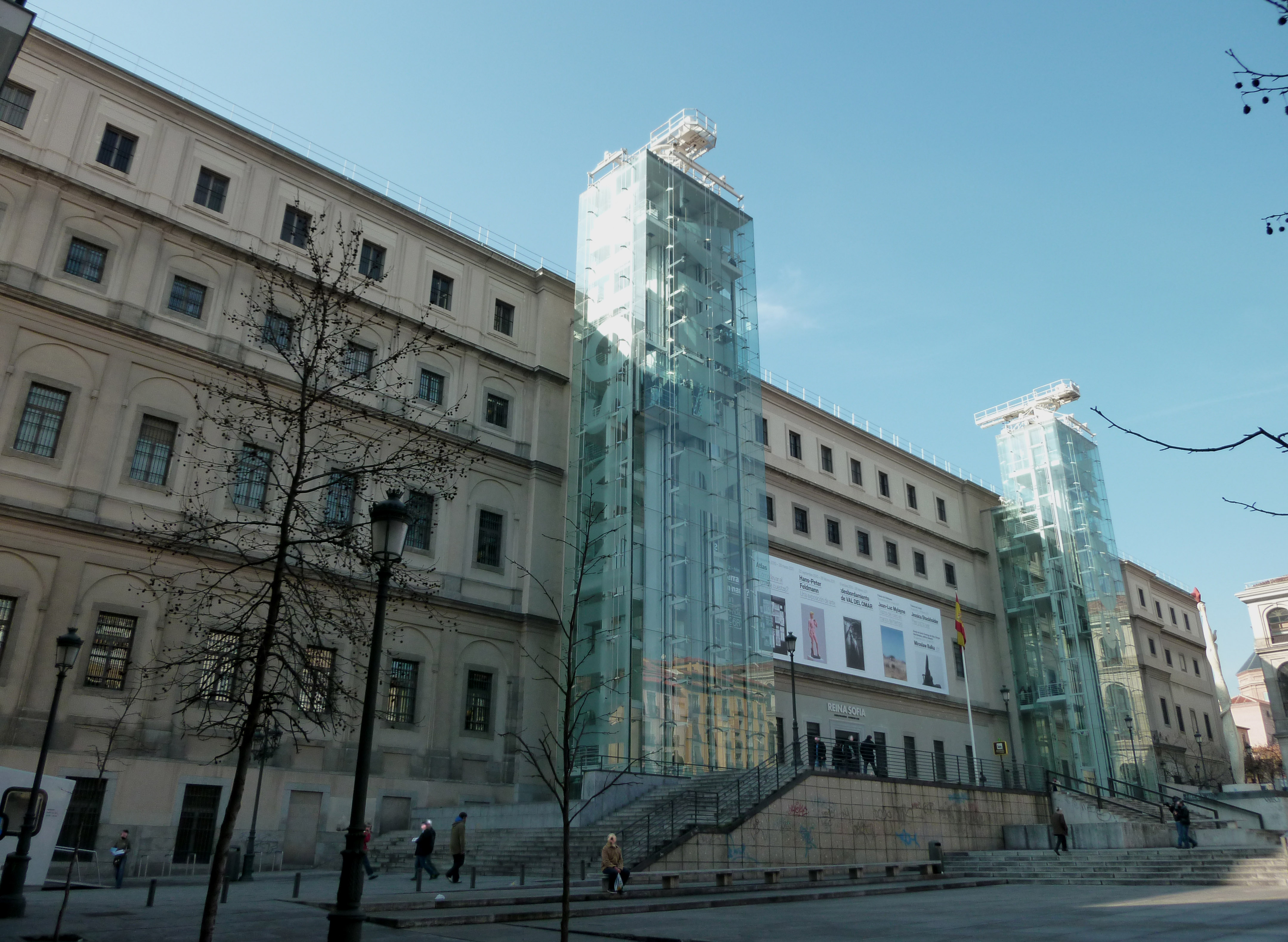
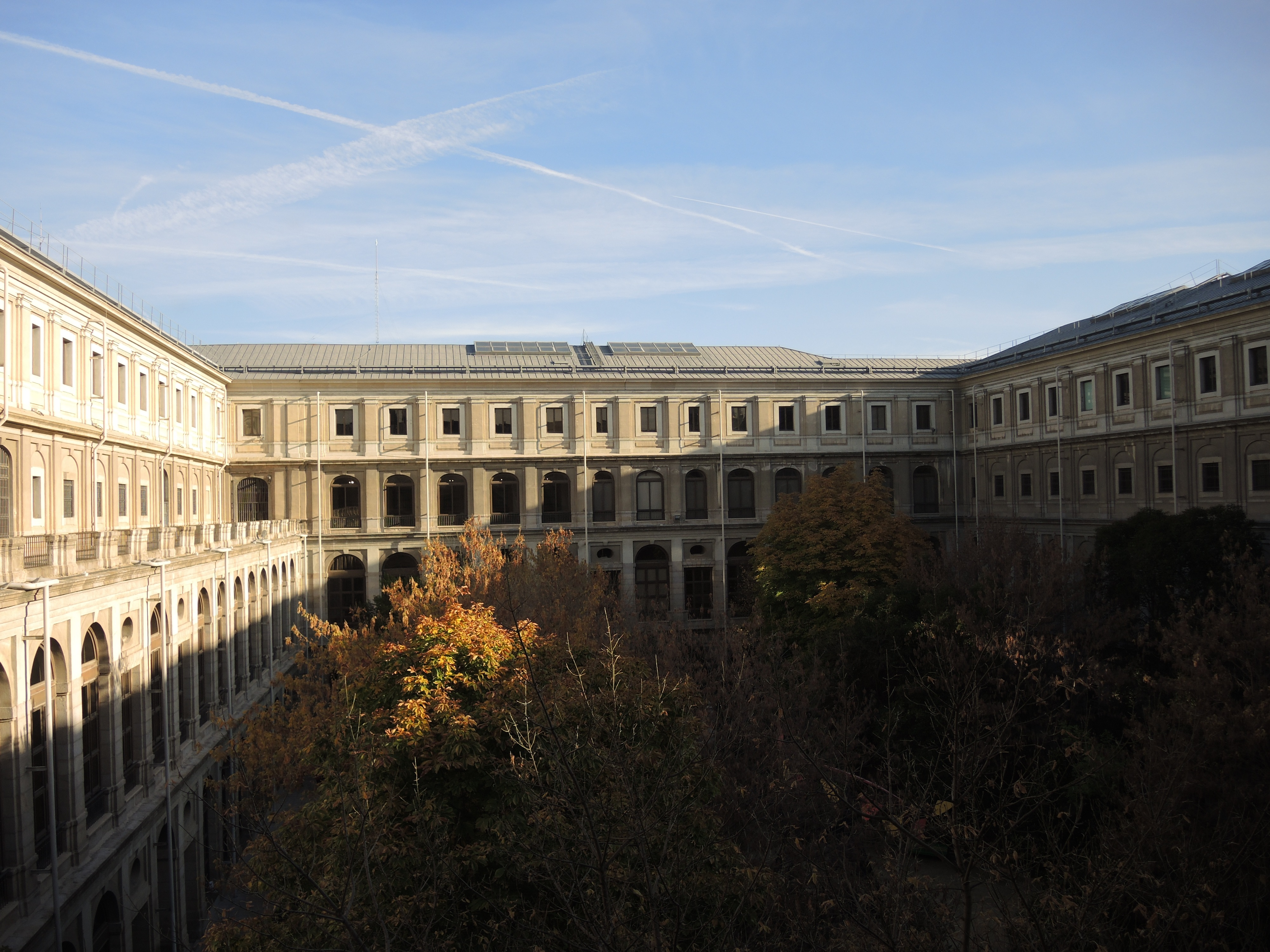
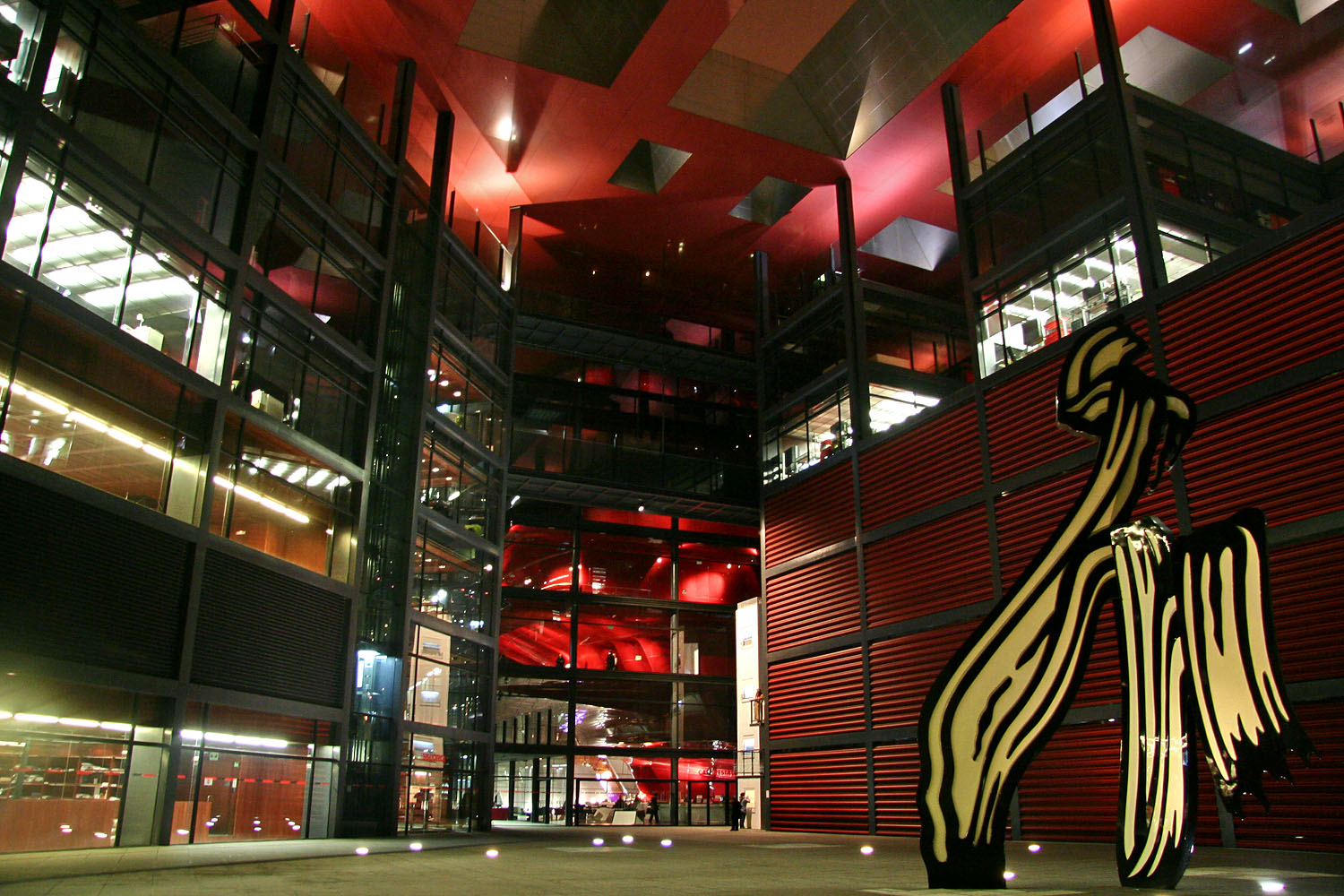